# 1681
1681. је била проста година.

## Догађаји

### Март
- 4. март — Енглески краљ Чарлс II је дао квекеру Вилијаму Пену повељу за оснивање колоније Пенсилванија.